# Robert T. Gunther
Robert Theodore Gunther (* 23. August 1869 in Surbiton, Surrey; † 9. März 1940 in South Stoke, Oxfordshire) war ein Wissenschaftshistoriker und Gründer des Museum of the History of Science in Oxford.

## Leben und Werk
Der Vater von Robert T. Gunther, Albert Günther (1830–1914), war Direktor der Zoologischen Abteilung des Natural History Museum in London. Robert Gunther genoss seine Ausbildung an der University College School in London. Von dort wechselte er 1888 ans Magdalen College in Oxford, nachdem er dort bereits ein Jahr am University College studiert hatte.
Seit 1920 verfasste er ein 14-bändiges Werk Early Science in Oxford, von dem der letzte Band 1945 erschien. Zuerst wurde dieses Werk unter Federführung der Oxford Historical Society herausgegeben. Ein fünfzehnter, von seinem Sohn Albert Everard Gunther 1967 herausgegebener Band zeigt ein Porträt Gunthers auf dem Buchdeckel.
Zwischen 1926 und 1930 gründete Gunther das Museum of the History of Science im ehemaligen Gebäude des Ashmolean Museums in Oxford, jedoch verlief diese Gründung nicht ganz ohne Probleme: Anscheinend teilten nicht viele seiner Mitstreiter Gunthers Vorliebe für historische wissenschaftliche Instrumente, was auch an boshaften Kommentaren Gunthers in Early Science über einige seiner Vorgänger in ehrwürdigen Institutionen und deren Versagen diese Instrumente der Nachwelt zu erhalten abgelesen werden kann. Die erste Ausstellung setzte sich zum Großteil aus Exponaten wissenschaftlicher Instrumente zusammen, die aus der Sammlung seines Freundes Lewis Evans stammten.
Nach kurzer Krankheit starb Gunther im Haus eines Freundes. Er und seine Frau Amy, geborene Rolfe, sind in Heacham, Norfolk in der Gruft ihrer Familie beigesetzt, deren Biographie Gunther verfasst hatte.

## Schriften (Auswahl)
- Early English Botanists and their Gardens. Kraus Reprint, New York 1971 (unveränderter Nachdruck Oxford 1922).
- als Hrsg.: The greek herbal of Dioscorides, illustrated by a byzantine A.D. 512, englished by John Goodyer A.D. 1655. Robert T. Gunther, New York 1934; Neudruck ebenda 1959.
- The Herbal of Apuleius Barbarus, from the 12th century manuscript formerly in the abbey of Bury St. Edmunds (Oxford, MS. Bodley 130). The Roxburgh Club, Oxford 1925.